# Alessandro de’ Medici

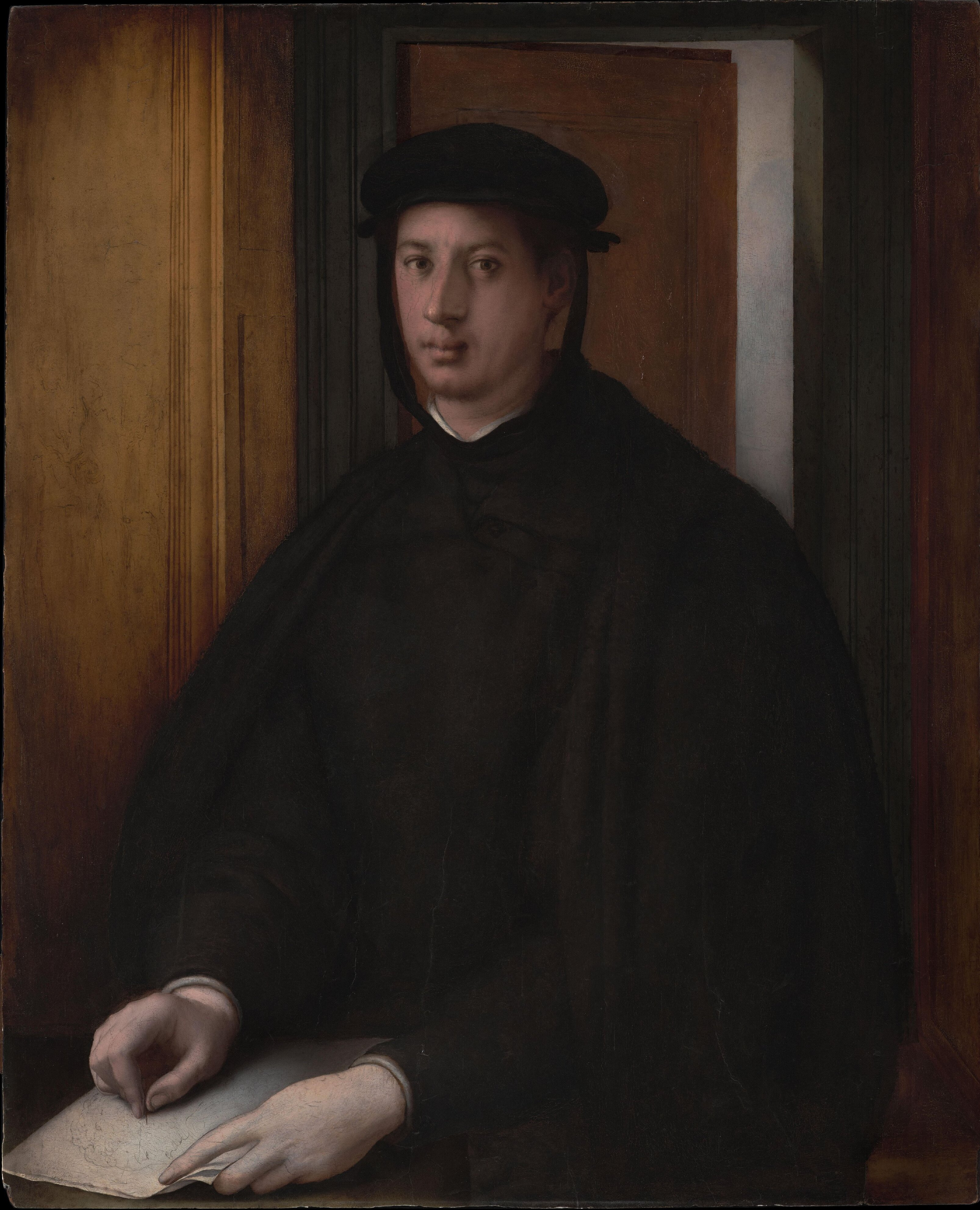
Alessandro de’ Medici

Alessandro de’ Medici (* ca.1510; † 6. Januar 1537), aufgrund seiner dunklen Hautfarbe genannt il Moro („der Dunkle“ oder auch „der Mohr“), war Duca della città di Penna und Stadtherr von Florenz von 1530 bis 1537, ab 1532 als Herzog der florentinischen Republik. Obwohl außerehelich geboren, war er als letzter Regent der Stadt aus dem älteren Zweig der Medici gleichzeitig der erste Inhaber der erblichen Herzogswürde.

## Leben
Alessandro wurde als illegitimer Sohn von Lorenzo di Piero de’ Medici anerkannt. Es ist jedoch nicht unwahrscheinlich, dass sein Vater tatsächlich Giulio de’ Medici ist, der spätere Papst Clemens VII. Einige Historiker, darunter Christopher Hibbert, glauben, seine Mutter, eine schwarze Dienerin am Hof der Medici, anhand von Dokumenten als Simonetta da Collevecchio identifiziert zu haben.
Bereits seit 1523 herrschte Alessandro in der Stadt ähnlich einem Herzog, eingesetzt von seinem Verwandten Clemens VII. Als die Soldaten Kaiser Karls V. die Stadt Rom 1527 plünderten (Sacco di Roma), nutzten die Florentiner die Unruhe in Italien aus, um die Medici zu verjagen und die Republik neu zu errichten. Alessandro, Ippolito de’ Medici und der größte Teil ihrer Anhänger flohen, darunter auch der Vertreter des Papstes, Silvio Passerini. Michelangelo, der zu der Zeit mit dem Bau einer Grabkapelle für die Medici beschäftigt war, kümmerte sich nun um die Verstärkung der Stadtmauern von Florenz, weswegen er später dann zeitweise selbst fliehen musste. Clemens VII. schloss Frieden mit dem Kaiser, die Republik wurde mit Hilfe kaiserlicher Truppen nach einer längeren Belagerung gestürzt und die Medici kehrten im Sommer 1530 an die Macht zurück. Clemens übergab die Stadt dem jetzt 19-jährigen Alessandro, der zum Herzog ernannt worden war. Er betrat die Stadt am 5. Juli 1531, um die Regierung zu übernehmen, und wurde neun Monate später vom Kaiser (die Toskana lag außerhalb des Kirchenstaates) zum erblichen Herzog von Florenz ernannt.

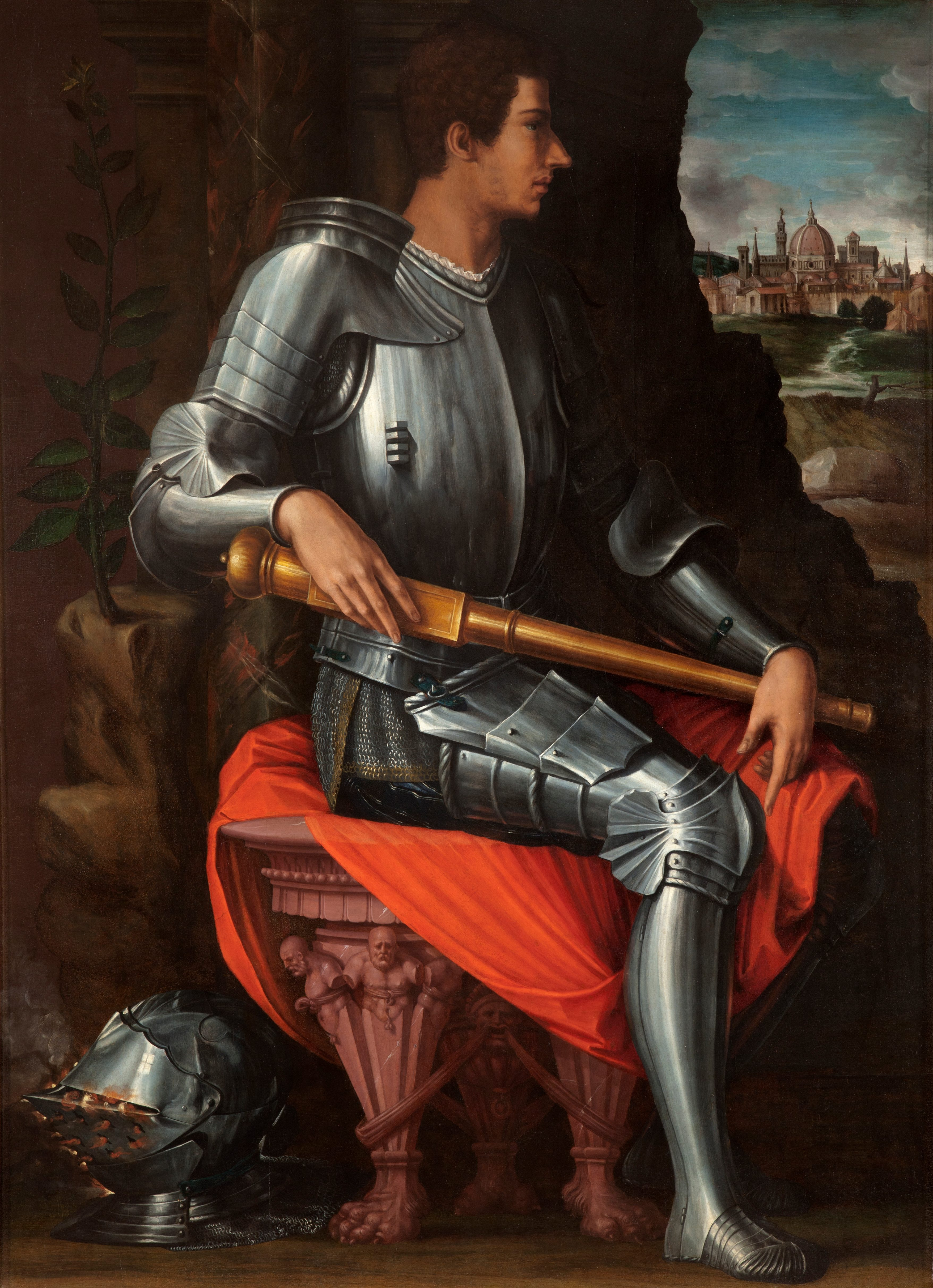
Alessandro de’ Medici in Rüstung

Seinen Feinden unter den Exilierten gelang es, die Ansicht zu verbreiten, seine Regierung sei unbarmherzig und inkompetent gewesen, eine Meinung, über die spätere Historiker oft debattiert haben. Ein Relikt seiner Regierung ist die Fortezza da Basso, die 1534 nach den Plänen von Antonio da Sangallo dem Jüngeren errichtet wurde: Das größte historische Monument in der Stadt wird manches Mal als Symbol der Macht der Medici angesehen. 1535 sandte die Florentiner Opposition Ippolito de′ Medici wegen einiger Handlungen des Herzogs zu Kaiser Karl, Ippolito starb unterwegs, und es wurde das Gerücht gestreut, er sei auf Alessandros Befehl hin vergiftet worden.
Am 27. Oktober 1533 heiratete Alessandros Halbschwester Caterina de’ Medici, die einzige eheliche Nachkommin Lorenzos II., den französischen König Heinrich II. (1518–1559). Am 29. Februar 1536 heiratete Alessandro selbst Margarethe von Parma, eine uneheliche Tochter des Kaisers. Alessandro scheint jedoch bei seiner Mätresse Taddea Malaspina geblieben zu sein, die ihm seine einzigen Kinder gebar, darunter den Sohn Giulio de’ Medici, der irgendwann zwischen 1527 und 1532 geboren wurde und im Jahr 1600 starb, sowie eine Tochter, Giulia de’ Medici.
Wenige Monate nach seiner Hochzeit, am 6. Januar 1537, wurde Alessandro von seinem entfernten Vetter Lorenzino de’ Medici ermordet, der seine Tat als Tyrannenmord im Interesse der Republik darstellte. Als es der Opposition nicht gelang, die Macht zu übernehmen, floh Lorenzino nach Venedig, wo er etwa elf Jahre später ermordet wurde. Die Anhänger der Medici brachten Cosimo I. de’ Medici an die Macht, den ersten Vertreter der jüngeren Linie der Familie.